# Magyarország az 1996-os junior atlétikai világbajnokságon
Magyarország az ausztráliai Sydneyben megrendezett 1996-os junior atlétikai világbajnokság egyik részt vevő nemzete volt, 24 sportolóval képviseltette magát.

## Érmesek
| Érem      | Versenyző        | Versenyszám   | Dátum         |
| --------- | ---------------- | ------------- | ------------- |
| Aranyérem | Zsivoczky Attila | Tízpróba      | augusztus 22. |
| Ezüstérem | Varga Roland     | Diszkoszvetés | augusztus 22. |
| Ezüstérem | Szabó Nikolett   | Gerelyhajítás | augusztus 23. |
| Ezüstérem | Győrffy Dóra     | Magasugrás    | augusztus 25. |

## Eredmények

### Férfi
| Versenyző        | Versenyszám | Előfutam | Előfutam | Elődöntő | Elődöntő | Döntő   | Döntő    |
| Versenyző        | Versenyszám | Idő      | Hely.    | Idő      | Hely.    | Idő     | Helyezés |
| ---------------- | ----------- | -------- | -------- | -------- | -------- | ------- | -------- |
| Babály László    | 100 m       | 10,67    | 4.       | 11,04    | 6.       | kiesett | kiesett  |
| Berezvai Péter   | 800 m       | 1:53,36  | 6.       | kiesett  | kiesett  | kiesett | kiesett  |
| Nagy István      | 800 m       | 1:50,64  | 6.       | kiesett  | kiesett  | kiesett | kiesett  |
| Kovács Balázs    | 110 m gát   | 14,55    | 4.       | 14,61    | 6.       | kiesett | kiesett  |
| Kilvinger Attila | 110 m gát   | 14,35    | 3.       | 14,43    | 5.       | kiesett | kiesett  |

| Versenyző      | Versenyszám   | Selejtező             | Selejtező             | Döntő    | Döntő     |
| Versenyző      | Versenyszám   | Eredmény              | Hely.                 | Eredmény | Helyezés  |
| -------------- | ------------- | --------------------- | --------------------- | -------- | --------- |
| Kovács Tivadar | Magasugrás    | 2,14 m                | 1.                    | 2,10 m   | 11.       |
| Akácz Zoltán   | Magasugrás    | nincs elért magassága | nincs elért magassága | kiesett  | kiesett   |
| László Ferenc  | Rúdugrás      | 5,15 m                | 3.                    | 5,10 m   | 6.        |
| Szabó Ambrus   | Hármasugrás   | 14,82                 | 11.                   | kiesett  | kiesett   |
| Pintér Attila  | Súlylökés     | 16,84 m               | 4.                    | 16,14 m  | 10.       |
| Varga Roland   | Diszkoszvetés | 53,32 m               | 2.                    | 55,20 m  | Ezüstérem |
| Kővágó Zoltán  | Diszkoszvetés | 52,30                 | 2.                    | 53,72 m  | 4.        |
| Haklits András | Kalapácsvetés | 60,30 m               | 6.                    | kiesett  | kiesett   |
| Majoros László | Gerelyhajítás | 64,66 m               | 8.                    | kiesett  | kiesett   |

| Versenyző        | Versenyszám | 100 m | Távolugrás | Súlylökés | Magasugrás | 400 m | 110 m gát | Diszkoszvetés | Rúdugrás | Gerelyhajítás | 1500 m  | Végeredmény | Végeredmény |
| Versenyző        | Versenyszám | Idő   | Eredmény   | Eredmény  | Eredmény   | Idő   | Idő       | Eredmény      | Eredmény | Eredmény      | Idő     | Pont        | Helyezés    |
| ---------------- | ----------- | ----- | ---------- | --------- | ---------- | ----- | --------- | ------------- | -------- | ------------- | ------- | ----------- | ----------- |
| Zsivoczky Attila | Tízpróba    | 11,54 | 7,20 m     | 13,83 m   | 2,15 m     | 51,18 | 15,88     | 43,80 m       | 4,40 m   | 53,80 m       | 4:38,55 | 7582        | Aranyérem   |

### Női
| Versenyző            | Versenyszám      | Előfutam | Előfutam | Elődöntő | Elődöntő | Döntő    | Döntő    |
| Versenyző            | Versenyszám      | Idő      | Hely.    | Idő      | Hely.    | Idő      | Helyezés |
| -------------------- | ---------------- | -------- | -------- | -------- | -------- | -------- | -------- |
| Petráhn Barbara      | 400 m            | 54,71    | 2.       | 55,38    | 6.       | kiesett  | kiesett  |
| Tusai Brigitta       | 1500 m           | 4:19,04  | 4.       |          |          | 4:13,59  | 6.       |
| Kálovics Anikó       | 3000 m           | 9:28,88  | 8.       |          |          | kiesett  | kiesett  |
| Szentgyörgyi Katalin | 3000 m           | 9:36,22  | 8.       |          |          | kiesett  | kiesett  |
| Kálovics Anikó       | 5000 m           | 16:43,19 | 6.       |          |          | 16:28,33 | 11.      |
| Szentgyörgyi Katalin | 5000 m           | 16:46,70 | 8.       |          |          | 16:35,50 | 13.      |
| Tóth Barbara         | 5000 m gyaloglás |          |          |          |          | 23:30,57 | 15.      |

| Versenyző      | Versenyszám   | Selejtező | Selejtező | Döntő    | Döntő     |
| Versenyző      | Versenyszám   | Eredmény  | Hely.     | Eredmény | Helyezés  |
| -------------- | ------------- | --------- | --------- | -------- | --------- |
| Győrffy Dóra   | Magasugrás    | 1,85 m    | 3.        | 1,91 m   | Ezüstérem |
| Sugár Barbara  | Diszkoszvetés | 50,02 m   | 3.        | 50,84 m  | 8.        |
| Szabó Nikolett | Gerelyhajítás | 55,66 m   | 1.        | 58,34 m  | Ezüstérem |
| Gránicz Andrea | Gerelyhajítás | 50,84 m   | 6.        | 52,80 m  | 8.        |